# Toxoniella nyeri
Espèce
Toxoniella nyeri est une espèce d'araignées aranéomorphes de la famille des Liocranidae.

## Distribution
Cette espèce est endémique du comté de Nyeri au Kenya,. Elle se rencontre vers Naro Moru dans le parc national du Mont Kenya.

## Description
Le mâle holotype mesure 6,83 mm et la femelle paratype 6,90 mm

## Étymologie
Son nom d'espèce lui a été donné en référence au lieu de sa découverte, le comté de Nyeri.

## Publication originale
- Oketch, Kioko & Li, 2021 : « Three new species of the genus Toxoniella (Araneae, Liocranidae) from Mount Kenya National Park, Kenya. » African Invertebrates, vol. 62, no 1, p. 273-286 (texte intégral).